# Christine Hannemann
Christine Hannemann (* 1960 in Berlin) ist eine deutsche Soziologin und Professorin für Architektur- und Wohnsoziologie an der Universität Stuttgart. Sie forscht zu den Themen Wandel des Wohnens, Urbanität als Lebensform, Kleinstadtforschung und Architektur als Beruf.

## Leben
Hannemann studierte ab 1980 zwei Semester Rechtswissenschaften an der Karl-Marx-Universität Leipzig und von 1981 bis 1986 Soziologie an der Humboldt-Universität zu Berlin. 1986 schloss sie das Studium mit einem Diplom in marxistisch-leninistischer Soziologie ab. Von 1986 bis 1990 war sie wissenschaftliche Mitarbeiterin an der Bauakademie der DDR und Aspirantin an der Humboldt-Universität. Von 1990 bis 1994 war sie wissenschaftliche Mitarbeiterin am Institut für Soziologie der Technischen Universität Berlin. Dort wurde sie 1994 mit einer Arbeit zum Thema Industrialisiertes Bauen: Zur Kontinuität eines Leitbildes im Wohnungsbau der DDR promoviert. Nach der Dissertation war Hannemann von 1994 bis 2011 im Arbeitsbereich Stadt- und Regionalsoziologie der HU Berlin tätig. Von 1996 bis 1997 war sie Referentin am Ministerium für Stadtentwicklung, Wohnen und Verkehr im Land Brandenburg. 2003 habilitierte sie sich mit einer Arbeit zur Zukunftsperspektive von Kleinstädten in Deutschland unter dem Titel Marginalisierte Städte – Probleme, Differenzierungen und Chancen und erhielt die Lehrbefugnis für das Fach Soziologie. Seit 2011 hält Hannemann die Professur für das Fachgebiet „Architektur- und Wohnsoziologie“ am Institut Wohnen und Entwerfen der Fakultät Architektur und Stadtplanung an der Universität Stuttgart, der einzige Lehrstuhl für dieses Fach in Deutschland.

## Forschungsschwerpunkte
Zu Hannemanns Forschungsschwerpunkten zählen der Wandel des Wohnens, Urbanität(en) als Lebensform, Kleinstadtforschung sowie Architektur als Beruf und als Feld empirischer Sozialforschung.

## Mitgliedschaften
Hannemann ist Mitglied der Deutschen Gesellschaft für Soziologie (DGS) und der Sektion Stadt- und Regionalsoziologie (1. Sprecherin von 2005–2008), Mitglied der Akademie für Raumentwicklung in der Leibniz-Gemeinschaft (ARL), der Deutschen Akademie für Städtebau und Landesplanung (DASL) sowie außerordentliches Mitglied des Bundes Deutscher Architektinnen und Architekten (BDA) Berlin. Sie ist Gutachterin der Deutschen Forschungsgemeinschaft (DFG) und des Schweizerischen Nationalfonds (SNF). Außerdem ist sie in verschiedenen Jurys für Architektur-, Städtebau- und Stadtplanungspreise auf Bundesebene tätig.

## Veröffentlichungen (Auswahl)
Hannemann veröffentlichte zahlreiche Monografien, Aufsätze und Beiträge in Zeitschriften, Beiträge in Sammelbänden und ist Mitherausgeberin des „Jahrbuch StadtRegion“.
- Industrialisiertes Bauen. Zur Kontinuität eines Leitbildes im Wohnungsbau der DDR. Dissertation. Technische Universität, Berlin 1994, DNB 944573231.
- Die Platte. Industrialisierter Wohnungsbau in der DDR. 3. Auflage. Schiler, Berlin 2005, ISBN 978-3-89930-104-5 (Erstausgabe: Vieweg, Braunschweig / Wiesbaden  1996).
- mit Sigrun Kabisch, Christine Weiske (Hrsg.): Neue Länder - neue Sitten? Transformationsprozesse in Städten und Regionen Ostdeutschlands. Schelzky und Jeep, Berlin 2002, ISBN 978-3-89541-159-5.
- Marginalisierte Städte. Probleme, Differenzierungen und Chancen ostdeutscher Kleinstädte im Schrumpfungsprozess. Habilitationsschrift zugelassen 2003. BWV, Berliner Wissenschafts-Verlag, Berlin 2004, ISBN 978-3-8305-0849-6.
- mit Christine Weiske, Sigrun Kabisch (Hrsg.): Kommunikative Steuerung des Stadtumbaus: Interessengegensätze, Koalitionen und Entscheidungsstrukturen in schrumpfenden Städten. VS Verlag für Sozialwissenschaften, Wiesbaden 2005, ISBN 3-531-14358-1 (ssoar.info).
- mit William T. Markham: Clueless in the city: conceptualizations of the city in German environmentalism. In: Karl-Siegbert Rehberg (Hrsg.): Die Natur der Gesellschaft: Verhandlungen des 33. Kongresses der Deutschen Gesellschaft für Soziologie in Kassel 2006, Teilband 1 und 2. 2008, ISBN 978-3-593-38440-5, S. 2972–2985, urn:nbn:de:0168-ssoar-151459 (englisch).
- Wohnen. In: Handwörterbuch der Stadt- und Raumentwicklung. ARL - Akademie für Raumforschung und Landesplanung, Hannover 2018, ISBN 978-3-88838-559-9, S. 2917–2930, urn:nbn:de:0156-55992769.
- mit Karin Hauser (Hrsg.): Zusammenhalt braucht Räume. Jovis, Berlin 2021, ISBN 978-3-86859-942-8.
- mit Nicola Hilti, Christian Reutlinger (Hrsg.): Wohnen. Zwölf Schlüsselthemen sozialräumlicher Wohnforschung. Fraunhofer IRB Verlag, Stuttgart 2022, ISBN 978-3-7388-0512-3.